# Crepis sonchifolia
Crepis sonchifolia là một loài thực vật có hoa trong họ Cúc. Loài này được (M.Bieb.) C.A.Mey. mô tả khoa học đầu tiên năm 1842.